# جائزة أستراليا الكبرى 1978
جائزة أستراليا الكبرى 1978 هو سباق فورمولا 1 أقيم بتاريخ 10 سبتمبر 1978 في ملبورن، فيكتوريا.